# Mr. Crowley
"Mr. Crowley" là một bài hát của ca sĩ heavy metal người Anh Ozzy Osbourne nói về nhà huyền bí học đồng hương Aleister Crowley. Ca khúc lần đầu được phát từ album solo đầu tay Blizzard of Ozz của Osbourne vào tháng 9 năm 1980 tại Anh Quốc, rồi bản nhạc sống của bài hát được phát hành thành đĩa đơn vào tháng 11 năm 1980. Ca khúc được ghi công sáng tác cho Osbourne, tay guitar Randy Rhoads và tay bass kiêm sáng tác lời Bob Daisley.
Ca khúc mở đầu bằng một đoạn solo trên đàn keyboard của Don Airey. Khúc guitar solo đầu tiên của Randy Rhoads trở thành một trong những đoạn nhạc nổi tiếng nhất trong thể loại heavy metal. Khúc solo ấy đứng thứ 28 trong danh sách những khúc guitar solo hay nhất bởi độc giả của tạp chí Guitar World. Bài hát được liệt là ca khúc heavy metal hay thứ 23 mọi thời đại, theo một cuộc thăm dò sở thích của độc giả do Gibson tổ chức.

## Thông tin
"Mr. Crowley" là một trong hai đĩa đơn được phát hành trích từ album Blizzard of Ozz (đĩa đơn đầu là "Crazy Train"). Bài hát được lấy cảm hứng từ một tựa sách về Aleister Crowley mà Osbourne từng đọc và một bộ bài tarot nhặt được trong phòng thu lúc bắt đầu quá trình thu âm album. Crowley là một nhà thần bí học và pháp sư nghi lễ, người đã sáng lập ra tôn giáo thelema vào đầu thế kỉ 20. Osbourne phát âm sai tên của Crowley là /ˈkraʊliː/, thay vì cách phát âm chuẩn là /ˈkroʊli/.

## Trong văn hóa đại chúng
Trò chơi điện tử Fallout 3 sử dụng lời của bài hát ghi trong phần hướng dẫn ván chơi You Gotta Shoot 'em in the Head. Trờ chơi còn có một nhân vật ma cà rồng tên là "Mister Crowley". Bài hát còn có mặt trong trò chơi Brütal Legend.
Ca khúc đã nằm trong trò chơi Guitar Hero World Tour cùng với "Crazy Train" và hình đại diện của chính Ozzy trong trò chơi; nhân vật của ông sẽ được mở khóa hoạt động sau khi người chơi hoàn thành cả hai bài hát trong sự nghiệp ca hát, đồng thời được bày bán tải kĩ thuật số vào ngày 31 tháng 5 năm 2011 để chơi trong trò chơi âm nhạc Rock Band 3 ở các chế độ rhythm cơ bản và PRO.

## Đội hình thể hiện
- Ozzy Osbourne – hát
- Randy Rhoads – guitar
- Bob Daisley – bass
- Don Airey – keyboard
- Lee Kerslake – trống

## Chứng nhận
| Quốc gia                                                    | Chứng nhận | Số đơn vị/doanh số chứng nhận |
| ----------------------------------------------------------- | ---------- | ----------------------------- |
| Hoa Kỳ (RIAA)                                               | Vàng       | 500.000‡                      |
| ‡ Chứng nhận dựa theo doanh số tiêu thụ và phát trực tuyến. |            |                               |